# دون أندرسون (لاعب كرة قدم أمريكية)
دون أندرسون (بالإنجليزية: Don Anderson)‏ هو لاعب كرة قدم أمريكية أمريكي، ولد في 8 يوليو 1963 في ديترويت في الولايات المتحدة.

## وصلات خارجية
- دون أندرسون على موقع مرجع كرة القدم المحترفة.كوم (الإنجليزية)